# Conseil de guerre

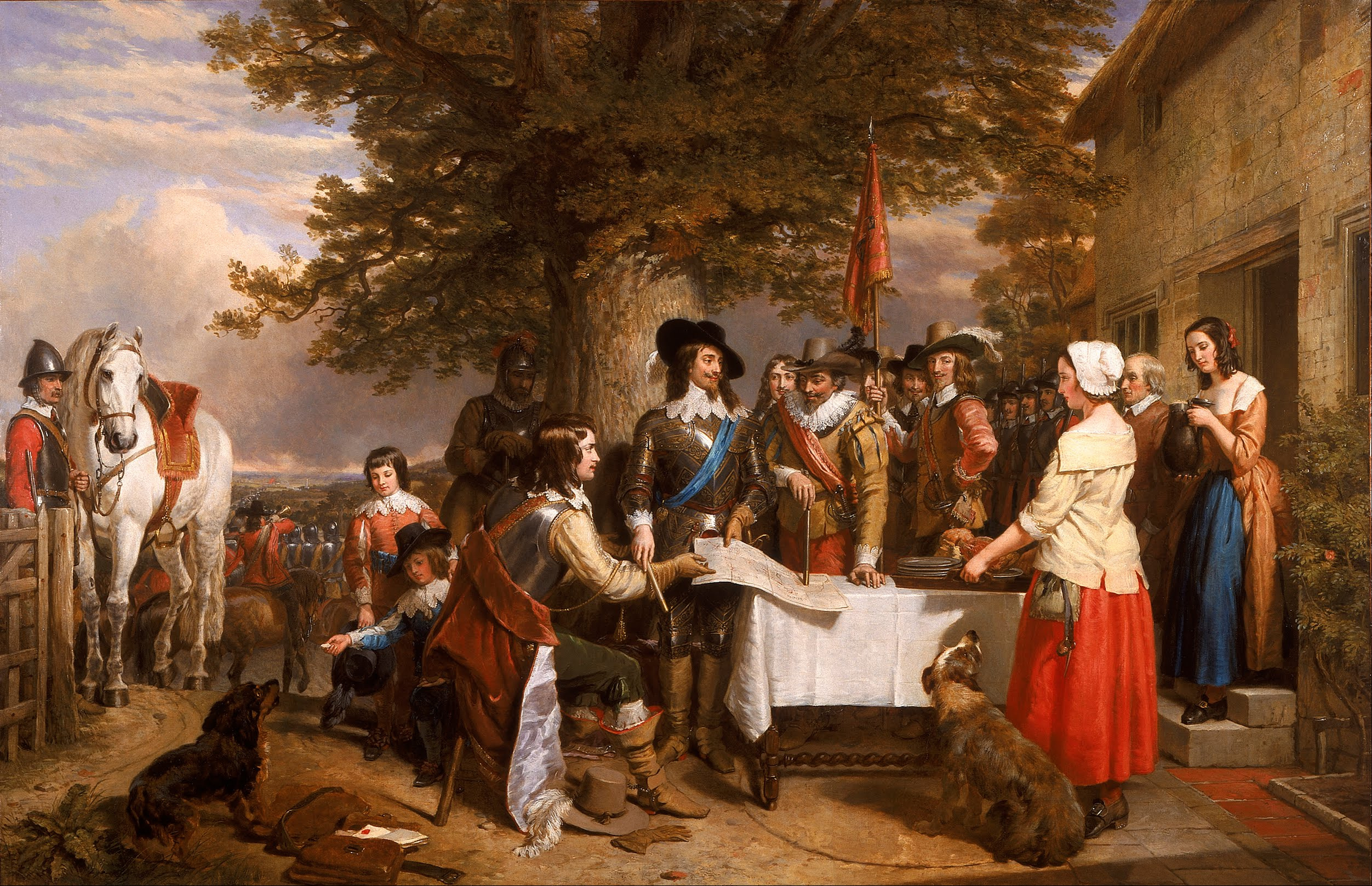
La Veille de la bataille d'Edgehill, tableau peint par Charles Landseer en 1845 : conseil de guerre de Charles Ier d'Angleterre.

Un conseil de guerre est une assemblée d'officiers se réunissant pour décider de la stratégie à mener.
On utilise également le terme comme synonyme de tribunal militaire.